# Rallye de Curitiba 2010
Rally de Curitiba 2010 (Oficiálně Rally Internacional de Curitiba) je druhou soutěží šampionátu IRC 2010 v roce 2010, která se konala v Brazílii. Soutěž byla poznamenána menší účastí pilotů. Soutěž měla 217 km rozdělených do 15 rychlostních zkoušek.

## První etapa
První etapa měřila 97,5 km a měla 7 rychlostních zkoušek. Hned odpočátku začal vítězit Kris Meeke s vozem Peugeot 207 S2000. Druhý dojel Guy Wilks a třetí skončil Jan Kopecký. Oba dva jeli na vozech Škoda Fabia S2000. První za tým Škoda UK a druhý za Škoda Motorsport. Druhý jezdec továrního týmu Juho Hänninen měl hned defekt a ztratil minutu a půl. V druhém testu se Hänninen dostal na druhé místo a za ním dojeli Wilks a Kopecký. Pátý dojížděl Magalhäes s Peugeotem. Kromě nich startovali v soutěži pouze místní piloti. Ve vedení se držel Meeke před Wilksem, Kopeckým, Magalhäesem a Hänninenem. Právě ten zvítězil v prvním odpoledním testu a začal stahovat ztrátu. Meeke ale vyhrál poslední dva testy a měl dostatečný náskok. Wilks se držel druhý a Kopecký třetí. Hänninen se postupně dostal na čtvrtou pozici.

## Druhá etapa
Sobotní etapa měla osm zkoušek o délce 119,8 km. První z nich vyhrál Hänninen před Wilksem a Meekem. Kopecký měl také defekt a ztratil půl minuty. Devátá erzeta byla zrušena kvůli povodním. Hänninen se postupně ve výsledcích propracoval přes svého týmového kolegu Kopeckého na druhé místo. I druhý průjezd zkouškou Rio Pesqueiro byl zrušen. Předposlední test vyhrál Hänninen před Meekem, Wilksem a Kopeckým. Na celkovém pořadí se ale už nic nezměnilo. Na posledním zvítězil Meeke před Kopeckým a Wilksem. Kris Meeke tak získal páté vítězství v šampionátu IRC a je tak jeho nejúspěšnějším jezdcem. Druhý skončil Wilks a zařídil týmu Škoda UK nejlepší dosavadní umístění. Juho Hänninen skončil třetí a ujal se tak vedení v šampionátu. Stejně tak se do vedení mezi týmy dostala Škoda Motorsport.

## Celkové výsledky
1. Kris Meeke – Peugeot 207 S2000 1:42:45,4 hod
2. Guy Wilks – Škoda Fabia S2000 + 46,7
3. Juho Hänninen – Škoda Fabia S2000 + 1:20,2 min
4. Jan Kopecký – Škoda Fabia S2000 + 1:49,3 min
5. Bruno Magalhäes – Peugeot 207 S2000 + 4:05,5 min
6. Eduardo Scheer – Mitsubishi Lancer Evo + 14:00,4 min
7. Daniel Oliviera – Peugeot 207 S2000 + 14:41,8 min
8. Rafael Tulio – Peugeot 207 XS + 18:21,2 min
9. Juan San Martín – Subaru Impreza + 23:42,6 min
10. Vicente Orige – Chevrolet Celta + 26:23,8

## Průběžné pořadí šampionátu IRC
1. Juho Hänninen – Škoda Fabia S2000 14
2. Guy Wilks – Škoda Fabia S2000 11
3. Mikko Hirvonen – Ford Fiesta S2000 10
4. Kris Meeke – Peugeot 207 S2000 10
5. Jan Kopecký – Škoda Fabia S2000 9
6. Bruno Magalhäes – Peugeot 207 S2000 6
7. Nicolas Vouilloz – Peugeot 207 S2000 6
8. Stéphane Sarrazin – Peugeot 207 S2000 5
9. Eduardo Scheer – Mitsubishi Lancer Evo 3
10. Daniel Oliviera – Peugeot 207 S2000 2

## Průběžné pořadí mezi týmy
1. Škoda Motorsport 28
2. Peugeot Sport 21
3. Ford M-Sport 10
4. Ralliart 3